# Classe F-110
Pour les articles homonymes, voir Hispania F110 et General Electric F110.
La Classe F-110 est une classe de frégates lance-missiles destinées à l'Armada espagnole, actuellement en construction en Espagne. Elle est aussi nommée Classe Bonifaz, du nom du navire tête de série. La construction du premier exemplaire a démarré en avril 2022 et la dernière livraison est prévue pour 2031.

## Historique
La classe F-110 est une évolution des classe Álvaro de Bazán (F-100), classe Nansen, et de la classe Hobart, également construites par Navantia. Elle remplacera les 6 bâtiments de la classe Santa María livrés entre 1986 et 1994.
Le début de leur construction était d'abord prévu pour 2017 et leur arrivée dans l'Armada en 2021. La commande est passée le 14 décembre 2018 et le montant du contrat est alors évalué à 4,3 milliards d’euros. Selon le ministère espagnol de la Défense, la construction de ces frégates par le chantier naval de Ferrol, en Galice, permettra la création ou le maintien de 1 300 emplois directs et 2 000 emplois chez les sous-traitants. Le programme est finalement estimé à 5,4 milliards d’euros, soit plus d'un milliard d'euros par unité.
En décembre 2019, il est prévu que les frégates doivent être livrées à l'Armada espagnole entre 2026 et 2031.
La première découpe du premier exemplaire de la classe, le Bonifaz, a lieu en avril 2022.

## Description
Il s'agit d'une classe de navires furtifs. Les frégates devraient mesurer 145 mètres de long pour 18 mètres de large et afficher un déplacement d'environ 6 000 tonnes à pleine charge. Elles seront armées par un équipage d'environ 150 marins.

## Équipement
La classe sera dotée du système de combat SCOMBA (Sistema de COMbate de los Buques de la Armada), qui reprend les technologies d’origine américaine, notamment du système de combat Aegis.

### Senseurs et contre-mesures
La classe est équipée d'un sonar de coque, de radars à antenne active en bandes S et X, un radar AN/SPG-62 et d’une suite de guerre électronique.
| Système                                           | Pays                   | Fabricant                  | Notes |
| ------------------------------------------------- | ---------------------- | -------------------------- | --- |
| Système de combat                                 | Espagne États-Unis     | Navantia Lockheed Martin   | Système américain Aegis comme base et sur lequel est utilisé le système SCOMBA de la marine espagnole.                                                                                              |
| Système de contrôle d'incendie (DORNA-3)          | Espagne                | Navantia Sistemas          | Pour le canon |
| Radar principal                                   | Drapeau des États-Unis | Lockheed Martin            | Radar AN/SPY-7(V)2 |
| Radar de surface                                  | Drapeau de l'Espagne   | Indra Sistemas             | Radar Indra Prisma-25X |
| Radar du système de conduite de tir               | Drapeau des États-Unis | Raytheon                   | Modèle AN/SPG-62 FCR (Fire Control Radar) pour les missiles anti-aériens SM-2MR Block IIIA (RIM-66M-2) et RIM-162 ESSM qu'il transporte actuellement et d'autres modèles à l'avenir (SM-3 et SM-6), |
| Radar ESM/ECM                                     | Espagne                | Indra Sistemas             | Modèle Rigel i110 et Regulus i110 |
| Système IRST                                      | Espagne                | Indra Sistemas et Tecnobit | Modèle IRST i110 -110-97-millions, « La coentreprise Indra-Tecnobit réalise le programme technologique du système IRST du futur F-110 pour 9,7 millions », Defense Magazine,‎ 1er janvier 1970       |
| Sonar pour casque                                 | Drapeau de la France   | Thales                     | Thalès UMS-4110 (BlueMaster) |
| Sonar remorqué                                    | Drapeau de la France   | Thales                     | Sonar à profondeur variable (VDS) ATAS Thales CAPTAS 4 (CAPTAS = Combined Active & Passive Towed Array Sonar) Conpact                                                                               |
| IFF                                               | Drapeau de l'Espagne   | Indra Sistemas             | Mode 5 et mode S |
| Systèmes de liaison de données Link-11 et Link-22 | Espagne                | Tecnobit                   | LINPRO, |
| Système de communication intégré                  | Espagne                | Navantia                   | Système de contrôle des communications intégré Hermesys |
| Système numérique de communications sous-marines  | Drapeau de la France   | Thales                     | Système TUUM-6, |
| Contre-mesures                                    | Drapeau du Royaume-Uni | BAE Systems                | 6 lanceurs de paillettes Mark 36 SRBOC avec 6 tubes |
| Leurre torpille remorqué                          | Drapeau des États-Unis | Lockheed Martin            | Modèle AN/SLQ-25E Nixie |

### Armement

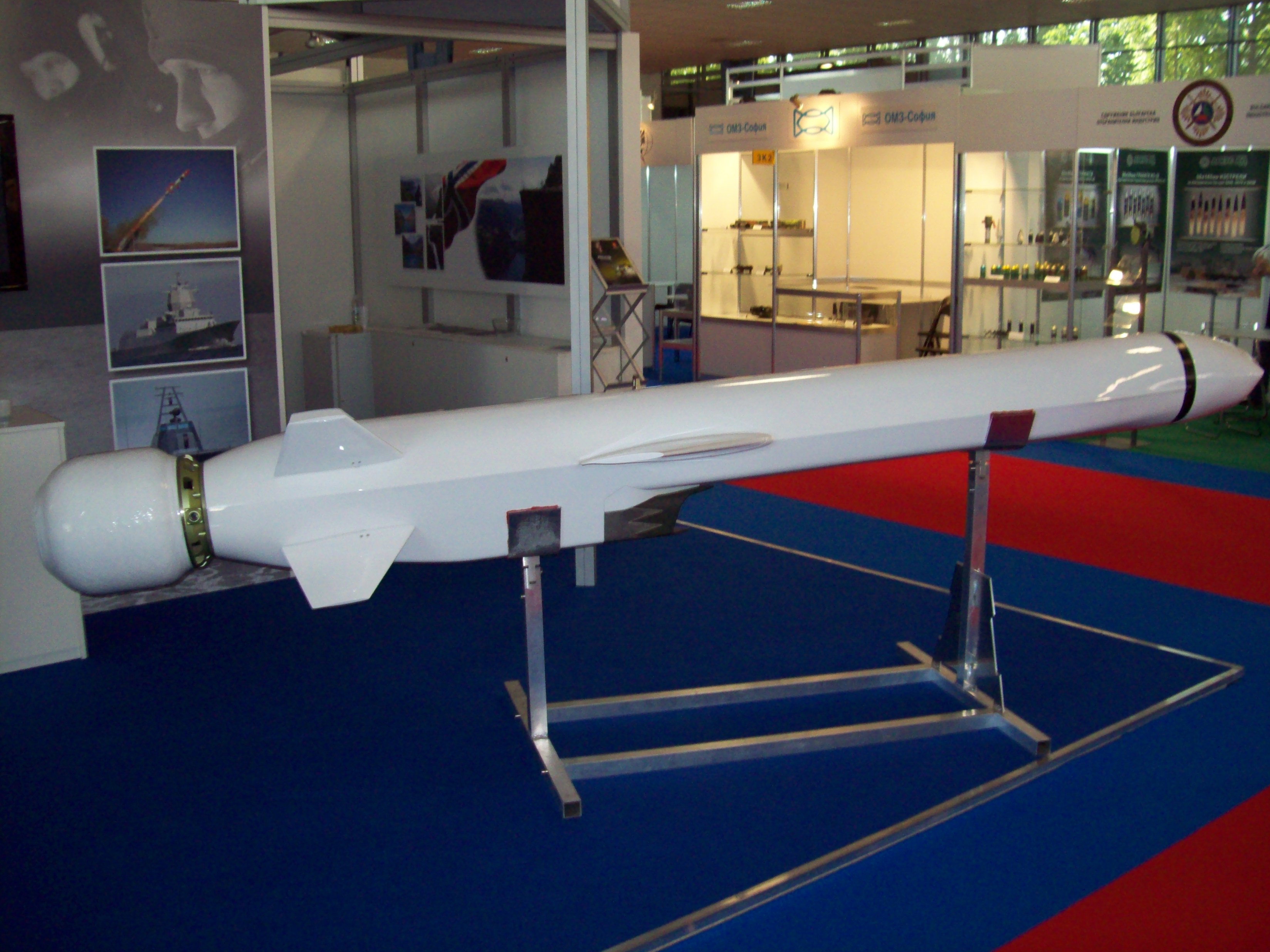
Naval Strike Missile

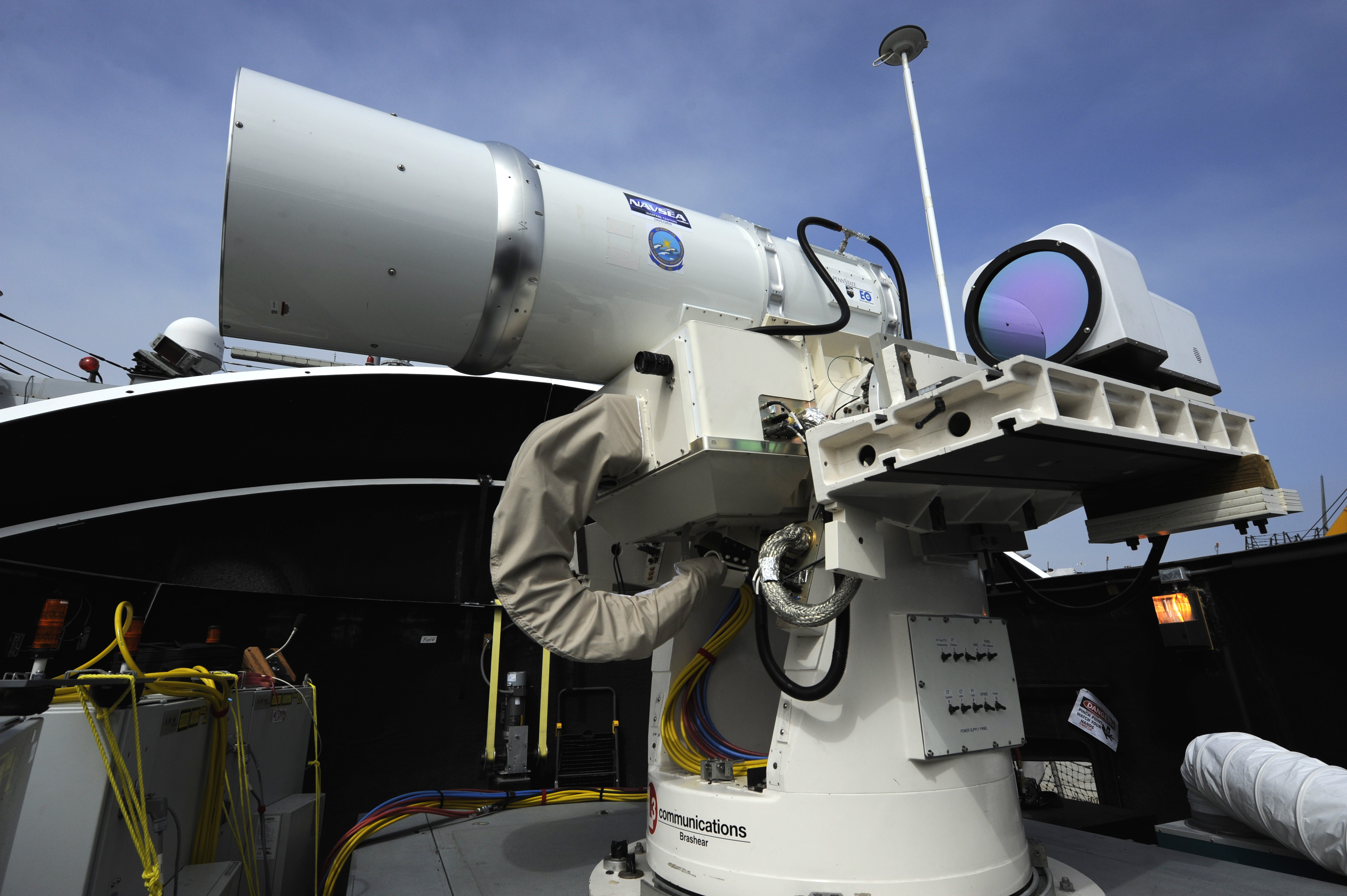
La frégate embarquera une arme à énergie dirigée semblable au Laser Weapon System comme sur l'image, le programme Sigilar.

Les bâtiments de cette classe mettront en œuvre le missile surface-air RIM-162 ESSM Block 2, des torpilles de Mark 46 et 54, des canons de calibre 127 mm Otobreda 127/64, de 30 mm Oerlikon Millennium téléopérés et un hélicoptère SH-60 Seahawk ou NH-90 NFH.
En 2022, le choix de l'armement principal s'est porté sur le Naval Strike Missile, un missile antinavire norvégien faisant également office de missile de croisière naval, qui équipera également à terme les bâtiments de la classe Álvaro de Bazán.
Elle incorporera également une arme à énergie dirigée développée par le Programme Sigilar semblable au Laser Weapon System.
| Système                       | Pays                        | Fabricant                         | Notes |
| ----------------------------- | --------------------------- | --------------------------------- | --- |
| Canon                         | Drapeau de l'Italie         | Oto Melara                        | Oto Melara 127/64 LW de 127mm |
| Système de lancement vertical |                             |                                   | 16 cellules |
| Missiles sol-air              | Drapeau des États-Unis      | Raytheon                          | Jusqu'à 16 unités du modèle Standard SM-2 (1 unité par cellule VLS)                                                                 |
| Missiles sol-air              | États-Unis Finlande Norvège | Raytheon Nammo                    | Jusqu'à 64 unités du modèle RIM-162 Evolved Sea Sparrow (4 unités par cellule VLS)                                                  |
| Torpilles légères Mk.54       | Drapeau des États-Unis      | Raytheon                          | Pour deux lanceurs doubles de chaque côté du navire                                                                                 |
| Missiles sol-sol NSM          | Drapeau de la Norvège       | Kongsberg Défense et Aérospatiale | Sélectionné par la Marine espagnole au détriment du AGM-84 Harpoon, il remplacera également celui-ci sur la Classe Alvaro de Bazan, |

## Unités
L'Armada espagnole doit recevoir 5 unités de cette classe.
| N°   | Nom                | Première découpe | Mise sur cale | Mise à l'eau | Essais en mer | Livraison | Service actif | Port d'attache |
| ---- | ------------------ | ---------------- | ------------- | ------------ | ------------- | --------- | ------------- | -------------- |
| F111 | Bonifaz            | avril 2022       |               |              |               | 2026      |               |                |
| F112 | Roger de Lauria    |                  |               |              |               | 2027      |               |                |
| F113 | Menéndez de Avilés |                  |               |              |               | 2028      |               |                |
| F114 | Luis de Córdova    |                  |               |              |               | 2029      |               |                |
| F115 | Barceló            |                  |               |              |               | 2031      |               |                |

¨

## Galerie

Classe F-100
Projet classe F-110

## Bâtiments comparables
- Type 26 (frégate), de la marine britannique.
- Classe Nilgiri, de la marine indienne.
- Classe De Zeven Provinciën (frégate), de la marine hollandaise.
- Classe Baden-Württemberg, de la marine allemande
- Frégate multi-missions, des marines françaises et italiennes
- Classe Thaon di Revel , de la marine italienne.
- Classe Hunter, de la marine australienne.
- Classe Iver Huitfeldt, de la marine danoise.